# Apel·les Mestres
Apel·les Mestres i Oñós, né  le 29 octobre 1854 à Barcelone (Espagne) et mort le 19 juillet 1936 dans cette même ville, est un écrivain, dessinateur et musicien espagnol. Il est également connu par son nom en castillan (Apeles Mestre).

## Œuvre
Comme écrivain, Apel·les Mestres a cultivé divers genres : poésie, théâtre, prose, que très souvent, il mélangeait dans ses œuvres, qu'il illustrait avec ses propres dessins, et qui ont reçu la reconnaissance de la critique et du public. Comme caricaturiste, il est à mettre au rang de Ramón Cilla, Eduardo Sáenz Hermúa, Eduardo Sojo et autres. Sa conception du livre était celle d'un art global. Ses ouvrages Vosiscum et Liliana sont des chefs-d'œuvre de la bibliophilie moderne. Beaucoup de ses pièces lyriques et dramatiques ont été mises en musique par Enrique Granados, Amadeo Vives, Enric Morera, Josep Rodoreda, etc. Il a aussi pratiqué la composition musicale, souvent sur ses propres textes qui ont été popularisées par Emili Vendrell et Conchita Badía.
Poésie
- Cants íntims. (illustrés par 100 dessins de l'auteur), 1889.
- Margaridó, 1890.
- Idilis, 1900.
- En Misèria, 1902.
- Poemas d'amor, 1904.
- La Perera, 1908.
- La senyoreta, 1909.
- Abril, 1911.
- Poesia xinesa, 1925.
- Liliana. Barcelona, 1948 con sus ilustraciones del autor.

Opéra (livret)
- Follet, composé par Enrique Granados.

## Distinctions
En 1908 il est nommé Mestre en Gai Saber, en gagnant trois prix aux Jeux floraux. 
Il reçoit la croix de la Légion d'honneur accordée par le gouvernement français en 1920 et la Médaille d'Or de la ville de Barcelone en 1935.

## Origine du slogan «Ils ne passeront pas»
Le slogan politique « Ils ne passeront pas », popularisé en français par Robert Nivelle en référence à l'avancée allemande pendant la bataille de Verdun est lui-même repris du poème de Apel·les Mestres La Cançó dels Invadits, où la phrase No passareu est répétée sept fois. Cette chanson fait référence à l'invasion de la Belgique par l'Allemagne et a été popularisée en France par les volontaires catalans de l'armée française. Lors de la guerre d'Espagne, cette même phrase inspirera le slogan No pasarán associé à la personne de Dolores Ibárruri.